# Pianoro

Pianoro (Pianôr en dialecte bolonais) est une commune italienne de la ville métropolitaine de Bologne, dans la région Émilie-Romagne.

## Géographie
Le territoire de la commune oscille entre 90 et 638 mètres de hauteur (200 m devant la mairie) aux pieds de l’Apennin du Nord à 12 km au sud de Bologne, sur la route nationale SS65 Bologne-Florence, parallèlement à l’autoroute A1. Il est parcouru par les rivières Savena et Idice (et son affluent le Zena) qui ont formé deux vallées au paysage agrémenté de ravins gypseux. Ce territoire culmine à  638 m au Monte delle Formiche.
La cité est desservie par la ligne de chemin de fer Bologne-Florence. La liaison autoroutière peut être atteinte à la bretelle de Sasso Marconi à 12 km.
Grandes villes voisines :
- Bologne 12 km
- Milan 208 km
- Florence 69 km

## Histoire
Du passage des Étrusques et des Celtes en témoignent les découvertes archéologiques du site de Monte Bibele (Monterenzio). Les signes du passage des Romains se retrouvent dans la toponymie de plusieurs villages.
Boniface II de Toscane, propriétaire d’une grande partie du territoire au XIe siècle, résidait dans le château de Pianoro, détruit par les Bolonais en 1377 sous l’accusation de conspiration contre Bologne.
Depuis le XIIe siècle, l’histoire de Pianoro suit celle de Bologne.
Pendant la Seconde Guerre mondiale, la nature escarpée du terrain et sa situation juste au nord de la Ligne gothique font de la vallée du Savena le théâtre de combats acharnés et de bombardements intensifs causant la destruction de 98,5 % des bâtiments de la commune, selon l'estimation des services italiens du Génie civil.

## Monuments et lieux d’intérêt
- Grotte où vécut un ermite nommé Barberius au XVIe siècle.
- Château de Zena, à la base du mont delle Formiche, du XIVe – XVIIe siècle
- Le parc des gypses bolonais et calanques dell'Abbadessa
- Le Monte delle Formiche, à 638 m, et le sanctuaire qui s'y dresse.

## Fêtes et évènements
- Fête de la Madone, autour du 8 septembre avec montée au Monte delle Formiche.
- Marché le mercredi

## Personnalités liées à Pianoro
- Emanuela Pierantozzi (1968), médaille d’argent et de bronze en judo aux Jeux olympiques.
- Gianni Raimondi (1923-2008), ténor.
- Simonetta Saliera (1956), politique.
- Paolo Fresu (1961), trompettiste de jazz.
- Aldo Canazza (1908-2002) coureur cycliste italien, professionnel de 1929 à 1941.

## Économie
Les industries plus importantes sont axées sur la mécanique, la chimie et la torréfaction du café ainsi que la présence d’un petit artisanat.

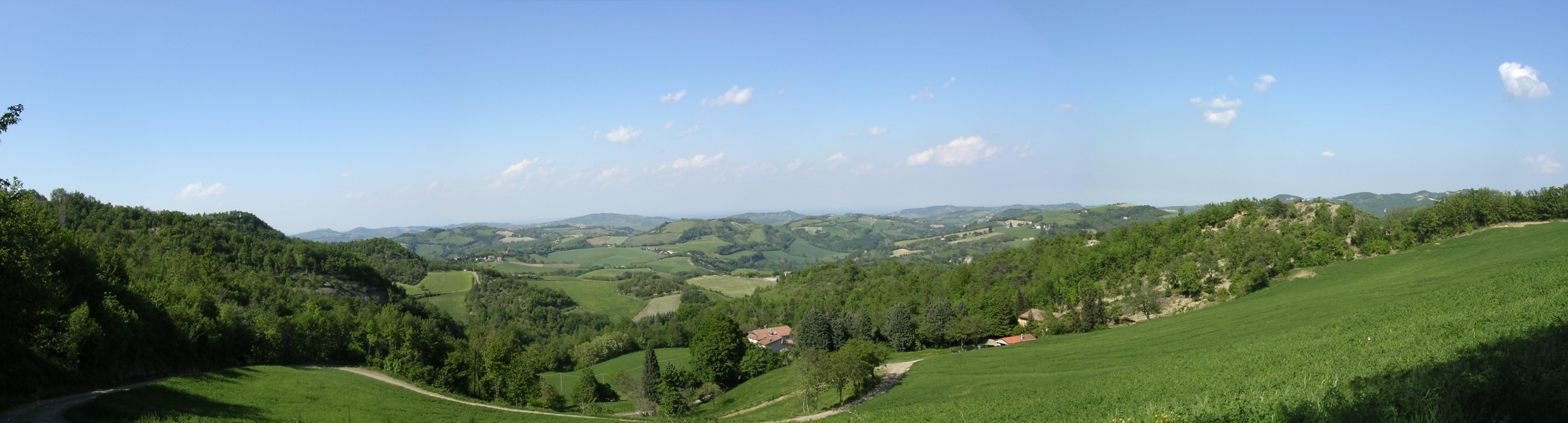
Panorama du hameau Querceto di Gorgognano

## Administration
| Période                                  | Période  | Identité           | Étiquette          | Qualité |
| ---------------------------------------- | -------- | ------------------ | ------------------ | ------- |
| 08/06/2009                               | En cours | Gabriele Minghetti | Parti démocratique |         |
| Les données manquantes sont à compléter. |          |                    |                    |         |

### Hameaux
Carteria, Guzzano, Livergnano, Montecalvo, Monte delle Formiche, Montelungo, Musiano, Pian di Macina, Rastignano, Riosto, San Salvatore di Casola, Sesto, Zena, Zula.

### Communes limitrophes
Bolognano, Loiano (14 km), Monterenzio (9 km), Monzuno (14 km), Ozzano dell'Emilia (12 km), San Lazzaro di Savena (10 km), Sasso Marconi (7 km)

## Population

### Évolution de la population en janvier de chaque année
| 1861  | 1901  | 1921   | 1951  | 1961  | 1971  | 1981   | 1991   | 2001   |
| ----- | ----- | ------ | ----- | ----- | ----- | ------ | ------ | ------ |
| 5 256 | 7 818 | 10 231 | 7 731 | 7 785 | 9 554 | 12 814 | 14 342 | 16 181 |

| 2011   | - | - | - | - | - | - | - | - |
| ------ | - | - | - | - | - | - | - | - |
| 17 268 | - | - | - | - | - | - | - | - |

### Ethnies et minorités étrangères
Selon les données de l’Institut national de statistique (ISTAT) au 1er janvier 2011 la population étrangère résidente et déclarée était de 1 251 personnes, soit 7,2 % de la population résidente.
Les nationalités majoritairement représentatives étaient :
| Pos. | Pays     | Population |
| ---- | -------- | ---------- |
| 1    | Roumanie | 261        |
| 2    | Maroc    | 183        |
| 3    | Albanie  | 104        |
| 4    | Moldavie | 87         |
| 5    | Tunisie  | 80         |
| 6    | Ukraine  | 73         |
| 7    | Pologne  | 65         |

## Galerie de photos

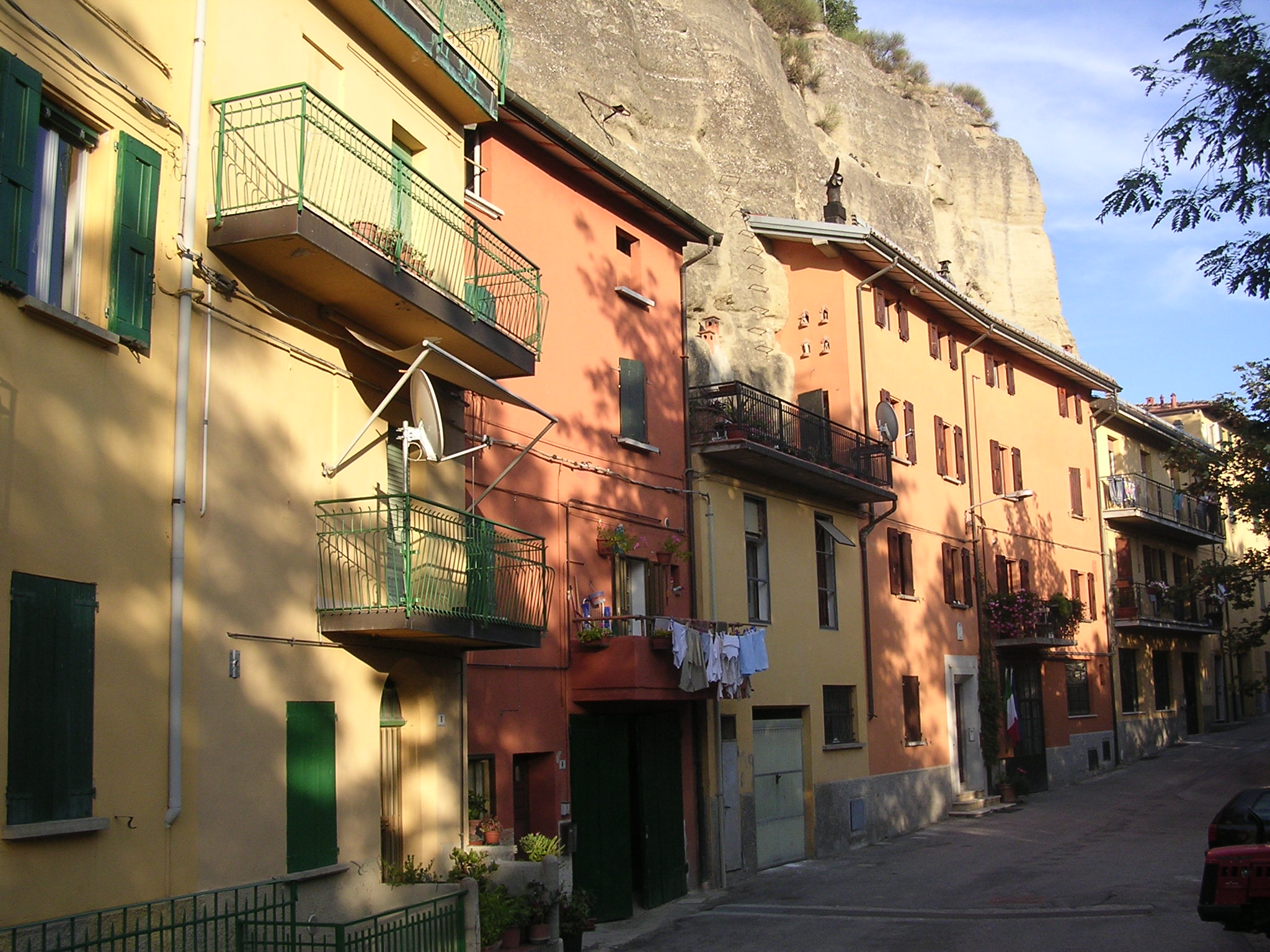
Maisons typiques sur les hauteurs de Livergnano.
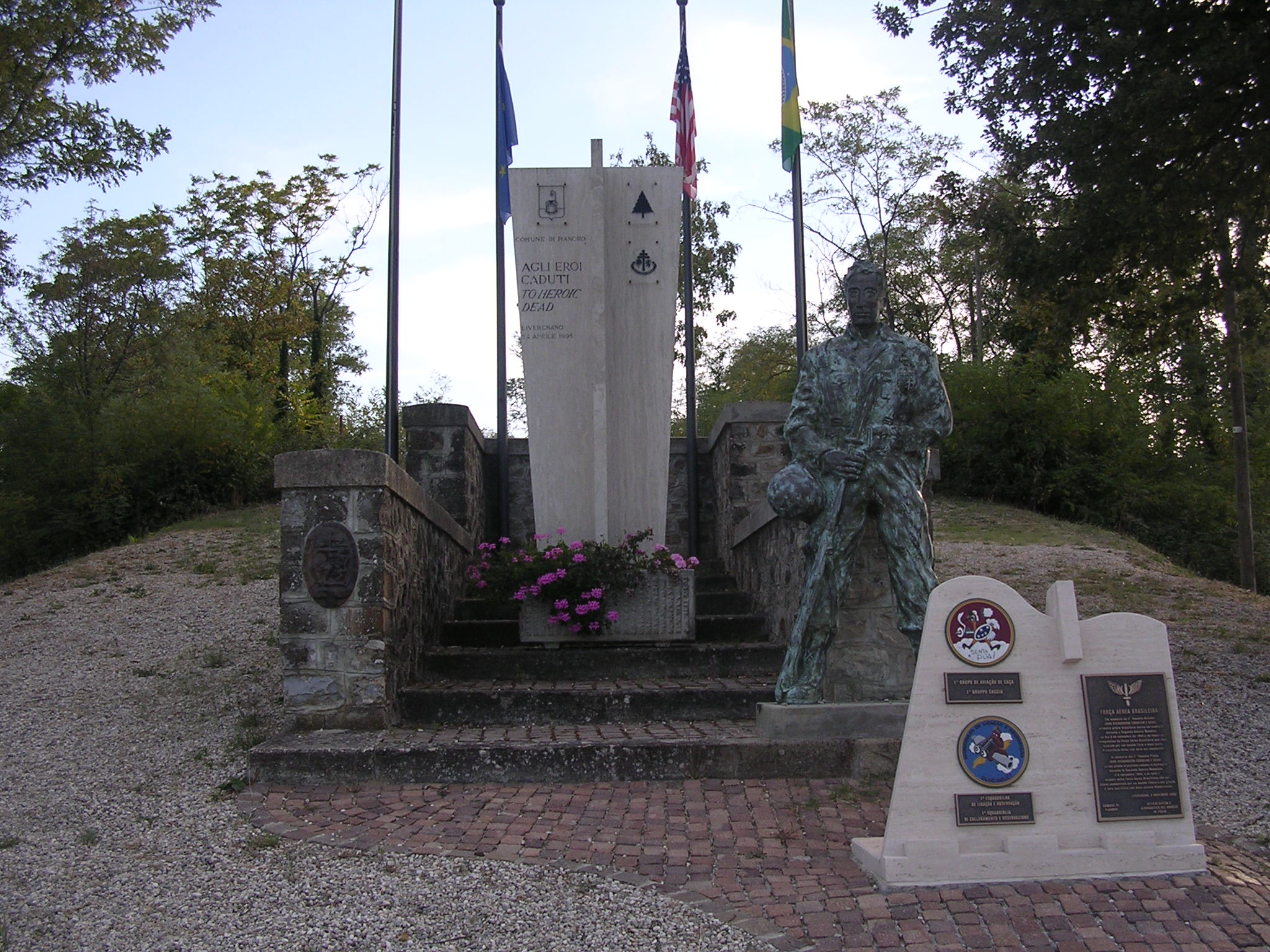
Livergnano : mémorial à la 91e division d’infanterie américaine.